# Xinfeng (köpinghuvudort i Kina, Zhejiang Sheng, lat 30,71, long 120,92)
Xinfeng är en köpinghuvudort i Kina. Den ligger i provinsen Zhejiang, i den östra delen av landet, omkring 88 kilometer nordost om provinshuvudstaden Hangzhou. Antalet invånare är 49 496. Befolkningen består av 24 282 kvinnor och 25 214 män. Barn under 15 år utgör 11,0 %, vuxna 15-64 år 77 %, och äldre över 65 år 10,0 %.
Runt Xinfeng är det tätbefolkat, med 550 invånare per kvadratkilometer. Närmaste större samhälle är Jiaxing, 16,8 km väster om Xinfeng. Trakten runt Xinfeng består till största delen av jordbruksmark.
Genomsnittlig årsnederbörd är 1 712 millimeter. Den regnigaste månaden är juni, med i genomsnitt 277 mm nederbörd, och den torraste är november, med 65 mm nederbörd.